# هيديو ساكاكي
هيديو ساكاكي (باليابانية: 榊英雄) (و. 1970 – م) هو ممثل، ومخرج سينمائي من اليابان. ولد في غوتو، ناغاساكي.

## وصلات خارجية
- هيديو ساكاكي على موقع IMDb (الإنجليزية)
- هيديو ساكاكي على موقع ألو سيني (الفرنسية)
- هيديو ساكاكي على موقع أول موفي (الإنجليزية)
- هيديو ساكاكي على موقع قاعدة بيانات الفيلم (الإنجليزية)
- هيديو ساكاكي على موقع كينوبويسك (الروسية)